# Straßenbahn Sétif
Die Straßenbahn Sétif ist das am 8. Mai 2018 eröffnete Straßenbahnsystem der algerischen Stadt Sétif.

## Kurzbeschreibung
Im März 2014 wurden Alstom und Yapı Merkezi mit dem Bau eines schlüsselfertigen Straßenbahnsystems beauftragt. Die Arbeiten begannen am 8. Mai 2014 und sollten 40 Monate dauern. Vorgesehen war zu diesem Zeitpunkt ein 22,4 km langes Streckennetz mit Bedienung im 4-Minuten-Takt. Der erste Bauabschnitt umfasste eine 15,2 km lange Ost-West-Achse, der zweite Bauabschnitt eine 7,2 km lange Strecke zu einem geplanten Busbahnhof in Aïn Trik im Süden.
Die Ost-West-Achse mit 26 Haltestellen ging am 8. Mai 2018 in Betrieb. Im Bereich des Universitätscampus El Bez westlich der Stadt verzweigt sich die Strecke. Der Betriebshof liegt am östlichen Ende. Über die Strecke in den Süden wurde 2018 berichtet, sie sei in Bau. Auch 2025 ist sie jedoch noch nicht realisiert. Die Fahrgastzahlen liegen bei ungefähr 50 000 Personen pro Tag (Stand März 2025).
Vom 18. Oktober 2017 bis 2018 wurden 26 siebenteilige Multigelenkwagen des Typs Alstom Citadis 402 angeliefert, hergestellt vom Joint Venture Cital in Annaba. Die Niederflurwagen sind 44 m lang und 2,65 m breit. Das Fahrgastinformationssystem ist zweisprachig auf Arabisch und Französisch ausgeführt.
Die Betriebsführung liegt bei der Société d’exploitation des tramways (Setram). 49 % der Anteile an der Setram hielt ursprünglich die RATP, 36 % Algiers Verkehrsunternehmen ETUSA (anfangs noch 21 %) und 15 % die algerische U-Bahn-Gesellschaft EMA (anfangs noch 30 %). Ab dem 1. Oktober 2012 oblag diesem Gemeinschaftsunternehmen die Betriebsführung einschließlich der Vorbereitung der Betriebsaufnahme und der Wartung und Instandhaltung aller algerischen Straßenbahnsysteme (mit Ausnahme der Instandhaltung in Algier). 2023 endete der Vertrag und das Unternehmen wurde behördlich integriert.